# Nati nel 1882
| Questa pagina contiene informazioni ricavate automaticamente dalle voci biografiche con l'ausilio del template Bio e di un bot. L'aggiornamento è periodico e automatico e ricostruisce completamente la pagina. Se manca una persona in questa lista, sei pregato di non aggiungerla, ma accertati piuttosto che la sua voce biografica contenga il template Bio e che i dati anagrafici siano correttamente compilati. Se il template Bio manca, inseriscilo tu stesso o, in alternativa, metti l'avviso {{tmp\|Bio}} che ne segnala la mancanza. Se i dati riportati sono sbagliati, correggi direttamente la voce biografica; le modifiche saranno visibili in questa lista entro pochi giorni. Per chiarimenti vedi il progetto biografie. La lista contiene solo le 1.115 persone che sono citate nell'enciclopedia e per le quali è stato implementato correttamente il template Bio. Pagina aggiornata al 18 ago 2025. |

## Gennaio(89)
- 1º gennaio - Riccardo Astuto di Lucchese, diplomatico italiano († 1952)
- 1º gennaio - Guido Balsamo Stella, pittore e incisore italiano († 1941)
- 1º gennaio - Albert W. Hale, regista francese († 1947)
- 1º gennaio - Eddy de Neve, calciatore olandese († 1943)
- 1º gennaio - Ilias Vrioni, politico albanese († 1932)
- 2 gennaio - Fernand Canelle, calciatore francese († 1951)
- 2 gennaio - Benjamin Jones, pistard britannico († 1963)
- 3 gennaio - David Adler, architetto statunitense († 1949)
- 3 gennaio - Alberto De Martino, politico italiano († 1956)
- 4 gennaio - Dan Frank, lunghista statunitense († 1965)
- 4 gennaio - Emmanuel Hanisch, missionario e vescovo cattolico tedesco († 1940)
- 4 gennaio - Yoshijirō Umezu, generale giapponese († 1949)
- 5 gennaio - Henry Burr, cantante canadese († 1941)
- 6 gennaio - Jacob Goedecker, ingegnere tedesco († 1957)
- 6 gennaio - Felice Guarneri, economista, dirigente d'azienda e politico italiano († 1955)
- 6 gennaio - Fan Stilian Noli, politico, poeta e vescovo ortodosso albanese († 1965)
- 6 gennaio - Ivan Olbracht, scrittore, traduttore e giornalista ceco († 1952)
- 6 gennaio - Ferdinand Pecora, avvocato e magistrato italiano († 1971)
- 6 gennaio - Sam Rayburn, politico statunitense († 1961)
- 6 gennaio - Maria Anna d'Asburgo-Teschen, nobildonna austriaca († 1940)
- 6 gennaio - Aleksandra Aleksandrovna Ėkster, pittrice, scenografa e costumista russa († 1949)
- 7 gennaio - Charles Mayer, pugile statunitense († 1972)
- 7 gennaio - Giuseppe Tuntar, politico e giornalista italiano († 1940)
- 8 gennaio - James Farley, attore statunitense († 1947)
- 8 gennaio - Albert MacQuarrie, attore statunitense († 1950)
- 8 gennaio - Harry Primrose, VI conte di Rosebery, politico britannico († 1974)
- 8 gennaio - Luciano Pérez Platero, arcivescovo cattolico spagnolo († 1963)
- 8 gennaio - Nicola Turchi, presbitero, storico e traduttore italiano († 1958)
- 9 gennaio - Pavel Aleksandrovič Florenskij, filosofo, matematico e presbitero russo († 1937)
- 9 gennaio - Otto Ruge, generale norvegese († 1961)
- 10 gennaio - Eugène Joseph Delporte, astronomo belga († 1955)
- 10 gennaio - Gustavo Fabbri, politico italiano († 1962)
- 10 gennaio - Gerardo Meloni, orientalista italiano († 1912)
- 10 gennaio - Joseph Werbrouck, pistard belga († 1974)
- 11 gennaio - Andrij Bandera, presbitero e politico ucraino († 1941)
- 11 gennaio - Giuseppe Danise, baritono italiano († 1963)
- 12 gennaio - Jakob Jud, linguista e filologo svizzero († 1952)
- 12 gennaio - André Puget, calciatore francese († 1915)
- 12 gennaio - Milton Sills, attore statunitense († 1930)
- 13 gennaio - Mona Darkfeather, attrice statunitense († 1977)
- 13 gennaio - Spiros Melàs, drammaturgo, regista teatrale e giornalista greco († 1966)
- 13 gennaio - Domenico Savino, compositore italiano († 1973)
- 14 gennaio - Hendrik Willem van Loon, giornalista, storico e scrittore olandese († 1944)
- 15 gennaio - Robert Lane, calciatore canadese († 1940)
- 15 gennaio - Margherita di Connaught, principessa britannica († 1920)
- 15 gennaio - Florian Znaniecki, filosofo e sociologo polacco († 1958)
- 16 gennaio - Aristarch Vasil'evič Lentulov, pittore russo († 1943)
- 17 gennaio - Noah Beery, attore statunitense († 1946)
- 17 gennaio - Luigi Guercio, presbitero e latinista italiano († 1962)
- 17 gennaio - Elena Vladimirovna Romanova, nobile russa († 1957)
- 17 gennaio - Arnold Rothstein, mafioso statunitense († 1928)
- 18 gennaio - Jacob Clay, fisico olandese († 1955)
- 18 gennaio - Lazare Lévy, pianista e compositore francese († 1964)
- 18 gennaio - A. A. Milne, scrittore britannico († 1956)
- 18 gennaio - Anna Siemsen, politica, pacifista e pedagogista tedesca († 1951)
- 19 gennaio - Pierre Allemane, calciatore francese († 1956)
- 20 gennaio - Sebastião Leme da Silveira Cintra, cardinale e arcivescovo cattolico brasiliano († 1942)
- 20 gennaio - Maurice Darney, astronomo francese († 1958)
- 20 gennaio - Johnny Torrio, mafioso italiano († 1957)
- 21 gennaio - Frank Gailey, nuotatore statunitense († 1972)
- 21 gennaio - Albert Edward Hall, calciatore inglese († 1957)
- 21 gennaio - Christian von Pentz, militare tedesco († 1952)
- 22 gennaio - Theodore Kosloff, danzatore, attore e coreografo russo († 1956)
- 22 gennaio - Bernardo Oddo, chimico italiano († 1941)
- 22 gennaio - Louis Pergaud, scrittore e poeta francese († 1915)
- 24 gennaio - Harold Delos Babcock, astronomo statunitense († 1968)
- 24 gennaio - Gennaro Maria di Borbone-Due Sicilie, principe († 1944)
- 24 gennaio - Sigfrid Siwertz, scrittore svedese († 1970)
- 25 gennaio - Conrad Christensen, ginnasta norvegese († 1950)
- 25 gennaio - Francesco Cucca, scrittore e poeta italiano († 1947)
- 25 gennaio - Fernand Feyaerts, pallanuotista e nuotatore belga († 1927)
- 25 gennaio - Filiberto Mateldi, disegnatore, illustratore e pittore italiano († 1942)
- 25 gennaio - Virginia Woolf, scrittrice, saggista e attivista britannica († 1941)
- 26 gennaio - André Rischmann, rugbista a 15 francese († 1955)
- 26 gennaio - Giuseppe Stefanini, geografo, geologo e paleontologo italiano († 1938)
- 26 gennaio - Franciszek Stryjas, beato polacco († 1944)
- 27 gennaio - Luigi Fogar, arcivescovo cattolico italiano († 1971)
- 27 gennaio - Giuseppe Prezzolini, giornalista, scrittore e editore italiano († 1982)
- 28 gennaio - Pascual Orozco, generale e rivoluzionario messicano († 1915)
- 29 gennaio - Mario Corti, violinista e compositore italiano († 1957)
- 29 gennaio - Osip Pjatnickij, rivoluzionario e politico sovietico († 1938)
- 30 gennaio - Francis Cromie, ufficiale irlandese († 1918)
- 30 gennaio - Henry McCarty, sceneggiatore e regista statunitense († 1954)
- 30 gennaio - Franklin Delano Roosevelt, politico statunitense († 1945)
- 31 gennaio - George Bonhag, mezzofondista, marciatore e siepista statunitense († 1960)
- 31 gennaio - Ferdinand Ebner, filosofo austriaco († 1931)
- 31 gennaio - Umberto Grilli, politico italiano († 1951)
- 31 gennaio - Fritz Reuter Leiber, attore statunitense († 1949)
- 31 gennaio - Carlo Melotti, generale italiano († 1958)

## Febbraio(89)
- 1º febbraio - Sofie Castenschiold, tennista danese († 1979)
- 1º febbraio - Vladimir Dimitrov, pittore bulgaro († 1960)
- 1º febbraio - Charles Foix, medico e neurologo francese († 1927)
- 1º febbraio - Marie Majerová, scrittrice, giornalista e traduttrice ceca († 1967)
- 1º febbraio - Louis Saint-Laurent, politico canadese († 1973)
- 2 febbraio - Abd Allah I di Giordania, politico e patriota giordano († 1951)
- 2 febbraio - Andrea di Grecia, principe greco († 1944)
- 2 febbraio - Anne Bauchens, montatrice statunitense († 1967)
- 2 febbraio - Friedrich Dollmann, generale tedesco († 1944)
- 2 febbraio - James Joyce, scrittore, poeta e drammaturgo irlandese († 1941)
- 2 febbraio - Knut Lindberg, velocista, giavellottista e multiplista svedese († 1961)
- 2 febbraio - Leonard Meredith, ciclista su strada e pistard britannico († 1930)
- 2 febbraio - Joseph Wedderburn, matematico scozzese († 1948)
- 3 febbraio - Luigi Genuardi, giurista italiano († 1935)
- 4 febbraio - George Jean Nathan, critico teatrale statunitense († 1958)
- 5 febbraio - August Kopff, astronomo tedesco († 1960)
- 5 febbraio - Felice Lattuada, compositore e direttore d'orchestra italiano († 1962)
- 5 febbraio - Louis Wagner, pilota automobilistico, aviatore e calciatore francese († 1960)
- 6 febbraio - Ettore Allodoli, scrittore e critico letterario italiano († 1960)
- 6 febbraio - Harry Fisher, cestista, giocatore di baseball e allenatore di pallacanestro statunitense († 1967)
- 6 febbraio - Walter Jakobsson, pattinatore artistico su ghiaccio finlandese († 1957)
- 6 febbraio - Anne Spencer, poetessa e attivista statunitense († 1975)
- 7 febbraio - Emil Jørgensen, calciatore danese († 1947)
- 7 febbraio - Richard Reading, politico statunitense († 1952)
- 7 febbraio - Wilbur Sweatman, clarinettista, direttore d'orchestra e compositore statunitense († 1961)
- 8 febbraio - Frank Kehoe, pallanuotista e tuffatore statunitense († 1949)
- 8 febbraio - George Siegmann, attore e regista statunitense († 1928)
- 10 febbraio - Giovanni Battista Boeri, politico italiano († 1957)
- 10 febbraio - Francesco La Monaca, scultore, pittore e illustratore italiano († 1937)
- 10 febbraio - Ken McArthur, maratoneta sudafricano († 1960)
- 10 febbraio - Adele Zara, infermiera italiana († 1969)
- 11 febbraio - Karl Meitinger, architetto tedesco († 1970)
- 11 febbraio - Valli Valli, attrice teatrale inglese († 1927)
- 12 febbraio - Walter Nash, politico neozelandese († 1968)
- 12 febbraio - Edmondo Peluso, giornalista e antifascista italiano († 1942)
- 12 febbraio - Gus Wester, lottatore statunitense († 1960)
- 13 febbraio - Tadeusz Banachiewicz, astronomo e matematico polacco († 1954)
- 13 febbraio - Ignaz Friedman, pianista e compositore polacco († 1948)
- 13 febbraio - Attilio Mariotti, politico italiano († 1955)
- 14 febbraio - Giovanni Gagliardi, fisarmonicista e compositore italiano († 1964)
- 15 febbraio - Clarence W. Avery, dirigente d'azienda statunitense († 1949)
- 15 febbraio - John Barrymore, attore statunitense († 1942)
- 15 febbraio - Francesco Buffoni, avvocato e politico italiano († 1951)
- 15 febbraio - Federico Chávez, politico paraguaiano († 1978)
- 15 febbraio - Paul Koebe, matematico tedesco († 1945)
- 16 febbraio - Leslie Fry, saggista e agente segreto statunitense († 1970)
- 17 febbraio - William Philo, pugile britannico († 1916)
- 17 febbraio - Kâzım Özalp, politico e generale turco († 1968)
- 18 febbraio - Petre Dumitrescu, generale rumeno († 1950)
- 18 febbraio - Adolf Heyrowsky, aviatore austro-ungarico († 1945)
- 18 febbraio - Rudolf Krummer, calciatore boemo († 1958)
- 18 febbraio - Malva Schalek, pittrice ceca († 1944)
- 18 febbraio - Anna Schäffer, santa tedesca († 1925)
- 18 febbraio - Harvey Sutton, mezzofondista e medico australiano († 1963)
- 19 febbraio - Heinrich von Handel-Mazzetti, botanico austriaco († 1940)
- 19 febbraio - Ercole Luigi Morselli, scrittore e drammaturgo italiano († 1921)
- 20 febbraio - Margarethe Hardegger, sindacalista svizzera († 1963)
- 20 febbraio - Nicolai Hartmann, filosofo tedesco († 1950)
- 21 febbraio - Victor Kraenen, ciclista su strada belga
- 21 febbraio - Mykolas Sleževičius, politico lituano († 1939)
- 21 febbraio - Bill Tuttle, pallanuotista e nuotatore statunitense († 1930)
- 22 febbraio - Emilio Bianchi, militare italiano († 1917)
- 22 febbraio - Eric Gill, designer inglese († 1940)
- 23 febbraio - Antonino D'Agata, politico italiano († 1947)
- 23 febbraio - Max Hainle, nuotatore e pallanuotista tedesco († 1961)
- 24 febbraio - Lajos Gönczy, altista ungherese († 1915)
- 24 febbraio - Eqrem Libohova, politico albanese († 1948)
- 24 febbraio - Rudolf Lindmayer, tiratore di fune e lottatore austriaco († 1957)
- 24 febbraio - Luisa d'Orléans, nobile francese († 1958)
- 26 febbraio - Costantino Bresciani Turroni, economista e politico italiano († 1963)
- 26 febbraio - Umberto Cisotti, matematico e fisico italiano († 1946)
- 26 febbraio - Henri Dubois, ciclista su strada belga († 1966)
- 26 febbraio - Robert Falco, magistrato francese († 1960)
- 26 febbraio - Husband Kimmel, ammiraglio statunitense († 1968)
- 26 febbraio - Walther Lucht, generale tedesco († 1949)
- 26 febbraio - Pierre Mac Orlan, artista e scrittore francese († 1970)
- 26 febbraio - Imre Pozsonyi, calciatore e allenatore di calcio ungherese († 1963)
- 26 febbraio - Jan Sajdak, filologo classico e bizantinista polacco († 1967)
- 27 febbraio - Alessandro Canezza, storico e medico italiano († 1945)
- 27 febbraio - Clotide Rometti, politico e imprenditore italiano († 1964)
- 27 febbraio - Emily Stevens, attrice teatrale statunitense († 1928)
- 27 febbraio - George Terwilliger, regista e sceneggiatore statunitense († 1970)
- 27 febbraio - Giovanni Battista Tonini, militare e patriota italiano († 1916)
- 28 febbraio - Marie Jacobus Johannes Exler, scrittore e attivista olandese († 1939)
- 28 febbraio - Geraldine Farrar, soprano e attrice statunitense († 1967)
- 28 febbraio - Giovanni Gavarone, armatore e dirigente sportivo italiano
- 28 febbraio - Teodoro Mariani, canottiere italiano († 1916)
- 28 febbraio - Pádraic Ó Conaire, scrittore irlandese († 1928)
- 28 febbraio - José Vasconcelos, scrittore, filosofo e politico messicano († 1959)

## Marzo(95)
- 1º marzo - Herbert Bamlett, arbitro di calcio e allenatore di calcio inglese († 1941)
- 1º marzo - Frank Budgen, pittore, scrittore e attivista inglese († 1971)
- 1º marzo - Hans Mayer Heuberger, calciatore tedesco
- 2 marzo - Luigi Repossi, politico e rivoluzionario italiano († 1957)
- 2 marzo - Karl Zilgas, calciatore tedesco († 1917)
- 3 marzo - Elisabeth Abegg, pedagogista tedesca († 1974)
- 3 marzo - Vito Artale, generale italiano († 1944)
- 3 marzo - Kazimierz Bartel, politico e matematico polacco († 1941)
- 3 marzo - Giulia Celenza, traduttrice e anglista italiana († 1933)
- 3 marzo - Seiu Ito, pittore giapponese († 1961)
- 3 marzo - Charles Ponzi, truffatore italiano († 1949)
- 4 marzo - Angelo Belloni, militare italiano († 1957)
- 4 marzo - Charles Norelius, nuotatore svedese († 1974)
- 4 marzo - Raffaele Petti, politico italiano († 1961)
- 4 marzo - Nicolae Titulescu, diplomatico e politico romeno († 1941)
- 5 marzo - Umberto Bellotto, artigiano italiano († 1940)
- 5 marzo - Arthur Hussey, golfista statunitense († 1915)
- 5 marzo - Dora Marsden, attivista, giornalista e scrittrice britannica († 1960)
- 5 marzo - Domenico Piccoli, aviatore italiano († 1967)
- 5 marzo - Louis Nathaniel von Rothschild, banchiere austriaco († 1955)
- 5 marzo - Gianna Terribili-Gonzales, attrice italiana († 1940)
- 6 marzo - Pietro Borsetti, ginnasta italiano († 1955)
- 6 marzo - John January, calciatore statunitense († 1917)
- 6 marzo - Charles Moss, ciclista su strada britannico († 1963)
- 8 marzo - Ignat Bednarik, pittore rumeno († 1963)
- 8 marzo - Maurice Burrus, filatelista e politico francese († 1959)
- 8 marzo - Charles Devendeville, nuotatore e pallanuotista francese († 1914)
- 8 marzo - Arthur Havemeyer, golfista statunitense († 1955)
- 8 marzo - Egidio Lari, arcivescovo cattolico italiano († 1965)
- 8 marzo - Dino Urbani, schermidore italiano († 1958)
- 9 marzo - Lucien Marius Gustave Cayol, ammiraglio francese († 1975)
- 9 marzo - Tito Marrone, poeta e commediografo italiano († 1967)
- 10 marzo - William Grant Craib, botanico britannico († 1933)
- 10 marzo - Enrico Gonzales, politico, avvocato e antifascista italiano († 1965)
- 10 marzo - Daniele Ruffinoni, ingegnere italiano († 1966)
- 10 marzo - Hans Steinhoff, sceneggiatore e regista cinematografico tedesco († 1945)
- 11 marzo - Gunnar Kaasen, norvegese († 1960)
- 11 marzo - Floriano Ludwig, dirigente sportivo, allenatore di calcio e calciatore austriaco († 1967)
- 11 marzo - Joseph Marx, compositore, insegnante e critico musicale austriaco († 1964)
- 11 marzo - Ugo Santovito, generale italiano († 1943)
- 12 marzo - Erwin George Baker, pilota automobilistico, pilota motociclistico e dirigente sportivo statunitense († 1960)
- 12 marzo - Pavel Janák, architetto ceco († 1956)
- 12 marzo - Ettore Santi, politico italiano († 1966)
- 13 marzo - Bertha Mahony Miller, giornalista statunitense († 1969)
- 14 marzo - John Chapman, calciatore e allenatore di calcio scozzese († 1948)
- 14 marzo - Johannes Gabriel Granö, esploratore e geografo finlandese († 1956)
- 14 marzo - Wacław Sierpiński, matematico polacco († 1969)
- 14 marzo - Giuseppe Tellera, generale italiano († 1941)
- 14 marzo - Umberto di Giorgio, generale italiano († 1943)
- 15 marzo - Giuseppe Marcone, abate italiano († 1952)
- 15 marzo - Júlio Prestes, avvocato e politico brasiliano († 1946)
- 16 marzo - Jim Lightbody, mezzofondista e siepista statunitense († 1953)
- 17 marzo - Ezio Felici, giornalista, poeta e drammaturgo italiano († 1948)
- 17 marzo - Stephanie Longfellow, attrice statunitense
- 17 marzo - Giulio Pagliano, pittore italiano († 1932)
- 18 marzo - Edmond Faral, filologo francese († 1958)
- 18 marzo - Gian Francesco Malipiero, compositore italiano († 1973)
- 19 marzo - Élaine Greffulhe, nobile francese († 1958)
- 19 marzo - Gaston Lachaise, scultore statunitense († 1935)
- 19 marzo - George Marston, artista e esploratore britannico († 1940)
- 19 marzo - Heinrich Remlinger, militare tedesco († 1946)
- 19 marzo - Tommaso Siciliani, avvocato, giurista e politico italiano († 1964)
- 19 marzo - Aleksander Skrzyński, politico polacco († 1931)
- 19 marzo - Sergej Jur'evič Sudejkin, scenografo e pittore russo († 1946)
- 20 marzo - Giuseppe Cenzato, imprenditore italiano († 1969)
- 20 marzo - René Coty, politico francese († 1962)
- 20 marzo - Hayward Mack, attore statunitense († 1921)
- 20 marzo - Harry Weber, golfista statunitense († 1933)
- 21 marzo - Henri Cohen, pallanuotista belga († 1931)
- 21 marzo - Fritzi Massary, attrice teatrale e soprano austriaca († 1969)
- 22 marzo - Mario Korbel, scultore ceco († 1954)
- 22 marzo - James William McBain, chimico canadese († 1953)
- 22 marzo - Gaston de Serre, aviatore e generale francese († 1951)
- 23 marzo - Anna Ecklund, allevatrice statunitense († 1941)
- 23 marzo - Max Gülstorff, attore tedesco († 1947)
- 23 marzo - Tito Oro Nobili, politico italiano († 1967)
- 23 marzo - Emmy Noether, matematica tedesca († 1935)
- 24 marzo - Marcel Lalu, ginnasta francese († 1951)
- 24 marzo - Gino Marinuzzi, direttore d'orchestra e compositore italiano († 1945)
- 25 marzo - Maria Mokrzycka, soprano ucraina († 1971)
- 25 marzo - Otto Neururer, presbitero austriaco († 1940)
- 25 marzo - Kyūsaku Ogino, ginecologo giapponese († 1975)
- 25 marzo - Oleg Pantjuchov, militare e educatore russo († 1973)
- 26 marzo - Charles Dellert, ginnasta e multiplista statunitense († 1981)
- 26 marzo - John Foy, maratoneta statunitense († 1960)
- 26 marzo - Hermann Obrecht, politico svizzero († 1940)
- 26 marzo - Giovanni Silva, astronomo e scienziato italiano († 1957)
- 27 marzo - Thomas Graham Brown, alpinista e fisiologo inglese († 1965)
- 28 marzo - Nazzareno Mezzetti, sindacalista e politico italiano († 1943)
- 29 marzo - Antonio Gasbarrini, medico italiano († 1963)
- 30 marzo - Emma Jung, psicologa svizzera († 1955)
- 30 marzo - Melanie Klein, psicoanalista austriaca († 1960)
- 30 marzo - Claude Payton, attore statunitense († 1955)
- 30 marzo - Vittorio Tur, ammiraglio italiano († 1969)
- 31 marzo - Kornej Ivanovič Čukovskij, poeta, traduttore e critico letterario russo († 1969)

## Aprile(88)
- 1º aprile - Paul Anspach, schermidore belga († 1981)
- 1º aprile - Pierre Johanns, gesuita e missionario lussemburghese († 1955)
- 2 aprile - Angelo Bacigalupi, politico e antifascista italiano († 1942)
- 2 aprile - Salvatore Messina, magistrato e giurista italiano († 1950)
- 2 aprile - Deneys Reitz, politico sudafricano († 1944)
- 2 aprile - Herbert von Dirksen, diplomatico tedesco († 1955)
- 3 aprile - Giulio Belvederi, archeologo e presbitero italiano († 1959)
- 3 aprile - Hendrik Scherpenhuijzen, schermidore olandese († 1971)
- 4 aprile - Roberto Cacciari, architetto italiano († 1934)
- 4 aprile - Harold Hardman, calciatore inglese († 1965)
- 5 aprile - Max Schwarzer, illustratore tedesco († 1955)
- 5 aprile - Song Jiaoren, rivoluzionario cinese († 1913)
- 5 aprile - Simon Vratsian, politico e attivista armeno († 1969)
- 6 aprile - Guido Baccani, allenatore di calcio, dirigente sportivo e arbitro di calcio italiano († 1938)
- 6 aprile - Armando Borghi, politico, anarchico e giornalista italiano († 1968)
- 6 aprile - Heinrich Kirchheim, generale tedesco († 1973)
- 6 aprile - Rose Schneiderman, attivista statunitense († 1972)
- 6 aprile - Martin Secker, editore britannico († 1978)
- 7 aprile - Natalie Kalmus, imprenditrice statunitense († 1965)
- 7 aprile - Raimund Mössmer, calciatore austriaco († 1944)
- 7 aprile - Kurt von Schleicher, politico e generale tedesco († 1934)
- 8 aprile - François Rom, schermidore belga († 1942)
- 9 aprile - Juozas Tūbelis, politico lituano († 1939)
- 9 aprile - Federico Francesco IV di Meclemburgo-Schwerin, sovrano tedesco († 1945)
- 10 aprile - Cyril Seedhouse, velocista britannico († 1966)
- 10 aprile - Ernesto Sequi, cavaliere e militare italiano († 1965)
- 11 aprile - Angiolo Del Santo, scultore italiano († 1938)
- 11 aprile - Rajendra Narayan, principe indiano († 1913)
- 12 aprile - Maurice Cammage, regista francese († 1946)
- 12 aprile - Antonín Šetela, calciatore boemo
- 12 aprile - John W. Smith, politico statunitense († 1942)
- 13 aprile - Fratelli Christie, produttore cinematografico e regista cinematografico canadese († 1955)
- 13 aprile - Augustin Ringeval, ciclista su strada francese († 1967)
- 14 aprile - William Manson, presbitero e teologo britannico († 1958)
- 14 aprile - Moritz Schlick, fisico e filosofo tedesco († 1936)
- 14 aprile - Rudolf Watzl, lottatore austriaco († 1915)
- 15 aprile - Giovanni Amendola, politico e giornalista italiano († 1926)
- 15 aprile - Andrée Cortis, scrittrice e poetessa francese († 1952)
- 15 aprile - Erich Raschick, generale tedesco († 1946)
- 16 aprile - Luca Botta, tenore italiano († 1917)
- 16 aprile - Giuseppe Daodice, generale italiano († 1952)
- 16 aprile - Riccardo Filangieri, archivista, storico e genealogista italiano († 1959)
- 16 aprile - Emil Wachuda, calciatore austriaco († 1955)
- 17 aprile - Charles Brabin, regista, sceneggiatore e attore britannico († 1957)
- 17 aprile - Robert Morrison MacIver, sociologo scozzese († 1970)
- 17 aprile - Artur Schnabel, pianista e compositore austriaco († 1951)
- 18 aprile - Günther Dehn, teologo tedesco († 1970)
- 18 aprile - Philip Kerr, XI marchese di Lothian, diplomatico scozzese († 1940)
- 18 aprile - Julius Edgar Lilienfeld, fisico austro-ungarico († 1963)
- 18 aprile - Monteiro Lobato, scrittore, editore e traduttore brasiliano († 1948)
- 18 aprile - Oscar Schöller, calciatore italiano († 1968)
- 18 aprile - Leopold Stokowski, direttore d'orchestra e critico musicale britannico († 1977)
- 18 aprile - Julius Wolff, matematico olandese († 1945)
- 19 aprile - Willard Louis, attore statunitense († 1926)
- 19 aprile - Getúlio Vargas, avvocato, politico e militare brasiliano († 1954)
- 20 aprile - Nicolae Ciupercă, generale e politico rumeno († 1950)
- 20 aprile - Otello Leiss, pittore e cartografo tedesco († 1945)
- 20 aprile - Harry Rosenswärd, velista svedese († 1955)
- 20 aprile - André Sainte-Laguë, matematico francese († 1950)
- 20 aprile - Holland Smith, generale statunitense († 1967)
- 21 aprile - Enzo Bifoli, architetto, pittore e scultore italiano († 1965)
- 21 aprile - Percy Williams Bridgman, fisico statunitense († 1961)
- 21 aprile - Francesco Miceli Picardi, politico italiano († 1954)
- 22 aprile - Fernand Halbart, velocista belga († 1952)
- 23 aprile - Albert Coates, direttore d'orchestra e compositore inglese († 1953)
- 23 aprile - Johannes Baptist Geisler, arcivescovo cattolico austriaco († 1952)
- 23 aprile - John Sewell, tiratore di fune britannico († 1947)
- 24 aprile - Mario Busca, politico e giurista italiano († 1967)
- 24 aprile - Hugh Dowding, generale britannico († 1970)
- 24 aprile - Richard Turner, calciatore britannico († 1960)
- 25 aprile - Johannes Guter, regista e sceneggiatore lettone († 1962)
- 25 aprile - Anton Jasusch, pittore slovacco († 1965)
- 25 aprile - Filippo Surico, poeta e giornalista italiano († 1954)
- 26 aprile - Stanisław Car, politico e giurista polacco († 1938)
- 26 aprile - Arnaldo Fraccaroli, giornalista, scrittore e commediografo italiano († 1956)
- 26 aprile - Attilio Grattarola, generale italiano († 1966)
- 26 aprile - Emil Hilb, matematico tedesco († 1929)
- 26 aprile - Gino Pinelli, pittore e incisore italiano († 1949)
- 26 aprile - Alfredo Protti, pittore italiano († 1949)
- 27 aprile - Robert Eisler, storico e biblista austriaco († 1949)
- 27 aprile - Jessie R. Fauset, scrittrice, poetessa e saggista statunitense († 1961)
- 27 aprile - Edwin Hennig, paleontologo tedesco († 1977)
- 28 aprile - Alberto Pirelli, dirigente d'azienda e imprenditore italiano († 1971)
- 28 aprile - Marcello Soleri, politico e militare italiano († 1945)
- 29 aprile - Roberto Franzoni, pittore, scultore e grafico italiano († 1960)
- 29 aprile - Auguste Herbin, pittore francese († 1960)
- 29 aprile - Roger Karl, attore francese († 1984)
- 29 aprile - Giovanni Lentini il Giovane, pittore italiano († 1948)

## Maggio(76)
- 1º maggio - Eugen Krón, pittore slovacco († 1974)
- 1º maggio - Evelyn Seymour, XVII duca di Somerset, nobile britannico († 1954)
- 2 maggio - James Francis Byrnes, politico e statistico statunitense († 1972)
- 3 maggio - Henri-René Lenormand, drammaturgo francese († 1951)
- 3 maggio - Alexandre Schaumasse, astronomo francese († 1958)
- 5 maggio - Douglas Mawson, esploratore australiano († 1958)
- 5 maggio - Romeo Musa, artista italiano († 1960)
- 5 maggio - Sylvia Pankhurst, attivista, giornalista e scrittrice britannica († 1960)
- 5 maggio - Carl Alfred Pedersen, ginnasta norvegese († 1960)
- 5 maggio - Maurice Peeters, pistard olandese († 1957)
- 5 maggio - Albert H. Rausch, scrittore e poeta tedesco († 1949)
- 5 maggio - Attilio Teruzzi, generale e politico italiano († 1950)
- 6 maggio - Georgi Atanasov, musicista, compositore e direttore d'orchestra bulgaro († 1931)
- 6 maggio - Ines Maria Ferraris, soprano e pianista italiana († 1971)
- 6 maggio - Guglielmo di Prussia, nobile e generale tedesco († 1951)
- 6 maggio - Jan Stanisław Jankowski, politico polacco († 1953)
- 6 maggio - Guy Kibbee, attore statunitense († 1956)
- 7 maggio - Jimmy Cantrell, golfista e calciatore inglese († 1960)
- 7 maggio - Willem Elsschot, scrittore e poeta belga († 1960)
- 7 maggio - Sergej Nikolaevič Frejman, scacchista russo († 1946)
- 7 maggio - Virgilio Ranzato, compositore italiano († 1937)
- 7 maggio - Mary Rogers, pittrice statunitense († 1920)
- 9 maggio - Henry John Kaiser, ingegnere, imprenditore e filantropo statunitense († 1967)
- 9 maggio - Edward Aloysius Mooney, cardinale e arcivescovo cattolico statunitense († 1958)
- 10 maggio - Thurston Hall, attore statunitense († 1958)
- 10 maggio - Lidija Jakovlevna Lipkovskaja, soprano russo († 1958)
- 10 maggio - Luis Subercaseaux, diplomatico, calciatore e velocista cileno († 1973)
- 11 maggio - Dante Fornasir, ingegnere italiano († 1958)
- 11 maggio - Hugo Häring, architetto tedesco († 1958)
- 11 maggio - Theodore Studier, ginnasta statunitense († 1959)
- 12 maggio - Torleif Torkildsen, ginnasta e tennista norvegese († 1944)
- 13 maggio - Georges Braque, pittore e scultore francese († 1963)
- 13 maggio - Alice Dreossi, pittrice italiana († 1967)
- 13 maggio - Betty Harte, attrice e sceneggiatrice statunitense († 1965)
- 14 maggio - Romano Romanelli, scultore italiano († 1968)
- 14 maggio - Mokichi Saitō, poeta e psichiatra giapponese († 1953)
- 15 maggio - Walter White, calciatore britannico († 1950)
- 16 maggio - Mary Gordon, attrice scozzese († 1963)
- 16 maggio - Aidan McQueen, calciatore inglese († 1965)
- 16 maggio - Anne O'Hare McCormick, giornalista statunitense († 1954)
- 16 maggio - Sim Price, golfista statunitense († 1945)
- 16 maggio - Constantin Vasiliu, militare e politico romeno († 1946)
- 16 maggio - Elin Wägner, scrittrice e giornalista svedese († 1949)
- 17 maggio - Alfred de Pischof, ingegnere e aviatore austriaco († 1922)
- 17 maggio - Luigi Succi e Maria Pini, italiano († 1945)
- 18 maggio - Giovanni Esposito, generale italiano († 1958)
- 19 maggio - Gaetano Boschi, neurologo italiano († 1969)
- 19 maggio - Heinrich Lenczewsky, calciatore e allenatore di calcio austriaco († 1934)
- 19 maggio - Mohammad Mossadeq, politico iraniano († 1967)
- 20 maggio - Sigrid Undset, scrittrice norvegese († 1949)
- 21 maggio - Mathurin Méheut, pittore, disegnatore e illustratore francese († 1958)
- 21 maggio - Ugo Rindi, anarchico e antifascista italiano († 1924)
- 22 maggio - Edwin Katzen-Ellenbogen, medico polacco († 1955)
- 23 maggio - Antonio Avena, storico italiano († 1967)
- 23 maggio - James Gleason, attore e regista statunitense († 1959)
- 23 maggio - William Halpenny, astista canadese († 1960)
- 23 maggio - John Hughes, scenografo statunitense († 1954)
- 24 maggio - Creighton Hale, attore irlandese († 1965)
- 24 maggio - James Oppenheim, poeta, scrittore e editore statunitense († 1932)
- 25 maggio - Harry Fox, attore e ballerino statunitense († 1959)
- 25 maggio - Dragutin Gavrilović, militare serbo († 1945)
- 25 maggio - Marie Doro, attrice statunitense († 1956)
- 25 maggio - Ernst von Weizsäcker, diplomatico tedesco († 1951)
- 26 maggio - Claus Cito, scultore lussemburghese († 1965)
- 26 maggio - Jess McMahon, imprenditore statunitense († 1954)
- 28 maggio - Avery Hopwood, commediografo statunitense († 1928)
- 29 maggio - Achille d'Albore, pittore italiano († 1915)
- 29 maggio - Harry Bateman, matematico inglese († 1946)
- 29 maggio - Attilio Salvadè, calciatore svizzero († 1944)
- 29 maggio - Doris Ulmann, fotografa statunitense († 1934)
- 30 maggio - Wyndham Halswelle, velocista e mezzofondista britannico († 1915)
- 30 maggio - Hermine Körner, attrice e regista tedesca († 1960)
- 30 maggio - Miguel Núñez de Prado, generale spagnolo († 1936)
- 30 maggio - George van Rossem, schermidore olandese († 1955)
- 31 maggio - Juan Luque de Serrallonga, allenatore di calcio e calciatore spagnolo († 1967)
- 31 maggio - Enrico Pitassi Mannella, generale italiano († 1948)

## Giugno(85)
- 1º giugno - John Drinkwater, poeta, drammaturgo e critico letterario inglese († 1937)
- 2 giugno - Giovanni Malfer, letterato italiano († 1973)
- 2 giugno - Alessandro Serenelli, criminale italiano († 1970)
- 3 giugno - Alphonse Chérel, pedagogista e editore francese († 1956)
- 3 giugno - Antonio Perelli Minetti, imprenditore italiano († 1976)
- 3 giugno - Walter Schroth, generale tedesco († 1944)
- 3 giugno - Julius Schäffer, micologo tedesco († 1944)
- 4 giugno - John Bauer, pittore e illustratore svedese († 1918)
- 4 giugno - Camille Decoppet, politico svizzero († 1925)
- 4 giugno - Erwin Lendvai, compositore ungherese († 1949)
- 4 giugno - Karl Valentin, commediografo tedesco († 1948)
- 5 giugno - Erich Franz Eugen Bracht, ginecologo e patologo tedesco († 1969)
- 5 giugno - Tony Jackson, pianista, cantante e compositore statunitense († 1920)
- 5 giugno - August Nagel, progettista e imprenditore tedesco († 1943)
- 5 giugno - Battling Nelson, pugile danese († 1954)
- 6 giugno - Mariano Bottino, attore italiano († 1966)
- 6 giugno - Aldo Valori, scrittore e giornalista italiano († 1965)
- 7 giugno - George de Bothezat, ingegnere e matematico rumeno († 1940)
- 7 giugno - Mario Mazza, educatore italiano († 1959)
- 9 giugno - Giuseppe Albenga, ingegnere italiano († 1957)
- 9 giugno - Mario Anelli, geologo italiano († 1953)
- 9 giugno - Hugh Fay, attore e regista cinematografico statunitense († 1926)
- 9 giugno - Bobby Kerr, velocista e dirigente sportivo canadese († 1963)
- 9 giugno - Gastone Monaldi, attore e drammaturgo italiano († 1932)
- 10 giugno - Nevile Henderson, diplomatico e ambasciatore britannico († 1942)
- 11 giugno - Alvin Langdon Coburn, fotografo statunitense († 1966)
- 11 giugno - Ivo Illuminati, regista, attore e sceneggiatore italiano († 1963)
- 12 giugno - Gustaf Grönberger, tiratore di fune svedese († 1972)
- 12 giugno - Carlo Veneziani, commediografo e sceneggiatore italiano († 1950)
- 13 giugno - Alberto Mari, compositore di scacchi italiano († 1953)
- 13 giugno - Ol'ga Aleksandrovna Romanova, nobile russa († 1960)
- 13 giugno - Lodovico Vigilante, poliziotto italiano († 1945)
- 14 giugno - Ildebrando Goiran, ammiraglio italiano († 1945)
- 14 giugno - Jai Singh Prabhakar Bahadur, principe indiano († 1937)
- 14 giugno - Olinto Marella, presbitero italiano († 1969)
- 15 giugno - Ion Antonescu, generale, politico e criminale di guerra rumeno († 1946)
- 15 giugno - Mitrofan Borisovič Grekov, pittore sovietico († 1934)
- 15 giugno - Karl Kaltenbach, tiratore di fune, discobolo e giavellottista tedesco († 1950)
- 16 giugno - Attilio Rapisarda, attore teatrale e attore italiano († 1965)
- 17 giugno - Adolfo Federico VI di Meclemburgo-Strelitz, nobile († 1918)
- 17 giugno - Harold Gillies, chirurgo neozelandese († 1960)
- 17 giugno - Alfredo Marucelli, pittore e scultore italiano
- 17 giugno - Galileo Nicolini, religioso italiano († 1897)
- 17 giugno - Arturo Rossato, giornalista, commediografo e librettista italiano († 1942)
- 17 giugno - Igor' Fëdorovič Stravinskij, compositore e direttore d'orchestra russo († 1971)
- 18 giugno - Georgi Dimitrov, politico bulgaro († 1949)
- 18 giugno - Richard Johansson, pattinatore artistico su ghiaccio svedese († 1952)
- 18 giugno - Ștefania Mărăcineanu, fisica rumena († 1944)
- 18 giugno - Gaetano Petrotta, presbitero, filologo e linguista italiano († 1952)
- 18 giugno - Domenico Picca, militare italiano († 1916)
- 19 giugno - Mario Carlo Corsi, giornalista, sceneggiatore e commediografo italiano († 1954)
- 19 giugno - Angelo Crippa, architetto e disegnatore italiano († 1970)
- 20 giugno - Eugenia Burzio, soprano italiano († 1922)
- 20 giugno - Émile Demangel, pistard francese († 1968)
- 20 giugno - Ned Sawyer, golfista statunitense († 1937)
- 20 giugno - Paolo Vietti-Violi, architetto italiano († 1965)
- 20 giugno - Johannes Willi, politico e imprenditore svizzero († 1952)
- 21 giugno - Lluís Companys i Jover, politico e avvocato spagnolo († 1940)
- 21 giugno - Arie de Jong, schermidore olandese († 1966)
- 21 giugno - Rockwell Kent, pittore e illustratore statunitense († 1971)
- 21 giugno - Luigi Pintor, giurista e politico italiano († 1925)
- 22 giugno - Nescio, scrittore olandese († 1961)
- 22 giugno - Italo Amerigo Passani, scultore italiano
- 23 giugno - Mario Ponzo, psicologo italiano († 1960)
- 24 giugno - Maurice Asselin, pittore e incisore francese († 1947)
- 24 giugno - Carl Diem, dirigente sportivo e storico tedesco († 1962)
- 24 giugno - Juan Sarabia, politico, giornalista e rivoluzionario messicano († 1920)
- 24 giugno - Oscar Schwab, pistard svizzero († 1955)
- 25 giugno - Icilio Calleja, tenore maltese († 1941)
- 26 giugno - Emilio Brambilla, giavellottista, lunghista e multiplista italiano († 1938)
- 26 giugno - Jack Guiney, pesista statunitense († 1912)
- 26 giugno - Edoardo Torre, politico italiano († 1962)
- 27 giugno - Gaetano Ciocca, ingegnere, inventore e saggista italiano († 1966)
- 27 giugno - Ilario Montesi, imprenditore italiano († 1967)
- 27 giugno - Eduard Spranger, pedagogista e psicologo tedesco († 1963)
- 28 giugno - Herbert Heyner, baritono inglese († 1954)
- 28 giugno - Christian Steinmetz, cestista statunitense († 1963)
- 28 giugno - Valeska Suratt, attrice statunitense († 1962)
- 29 giugno - Duilio Donzelli, scultore e pittore italiano († 1966)
- 29 giugno - Isidro Fabela, avvocato, scrittore e giornalista messicano († 1964)
- 29 giugno - Henry Hawtrey, mezzofondista britannico († 1961)
- 29 giugno - Franz Seldte, politico e militare tedesco († 1947)
- 30 giugno - Sven Lidman, scrittore e poeta svedese († 1960)
- 30 giugno - Hans Mierendorff, attore tedesco († 1955)
- 30 giugno - Heinrich Riso, calciatore tedesco († 1952)

## Luglio(85)
- 1º luglio - Nicholas Laucella, flautista e compositore statunitense († 1952)
- 2 luglio - Marie Bonaparte, nobile, psicoanalista e scrittrice francese († 1962)
- 3 luglio - Dirk Lotsij, calciatore olandese († 1965)
- 4 luglio - Jurij Larin, rivoluzionario, politico e economista russo († 1932)
- 4 luglio - Maud MacCarthy, violinista, cantante e teosofa irlandese († 1967)
- 4 luglio - Agostino Mancinelli, arcivescovo cattolico italiano († 1962)
- 4 luglio - Camillo Rosso, generale italiano († 1973)
- 4 luglio - Wally Webb, pugile britannico († 1949)
- 4 luglio - Essie Whitman, cantante statunitense († 1963)
- 5 luglio - Inayat Khan, mistico, musicista e scrittore indiano († 1927)
- 5 luglio - Eric Thornton, calciatore inglese († 1945)
- 6 luglio - Arnstein Arneberg, architetto norvegese († 1961)
- 7 luglio - Henri Alphonse Barnoin, pittore francese († 1935)
- 7 luglio - Janka Kupała, poeta e scrittore bielorusso († 1942)
- 7 luglio - Harry Littlewort, calciatore inglese († 1934)
- 8 luglio - Percy Grainger, compositore australiano († 1961)
- 8 luglio - René Le Senne, filosofo e psicologo francese († 1954)
- 8 luglio - Eugenio Olivari, pittore italiano († 1917)
- 8 luglio - Samuel Roxy Rothafel, impresario teatrale e compositore statunitense († 1936)
- 8 luglio - Dušan Sernec, politico e ingegnere elettrotecnico jugoslavo († 1952)
- 9 luglio - H.M. Horkheimer, produttore cinematografico e regista statunitense († 1962)
- 9 luglio - Gustaf Kilman, cavaliere svedese († 1946)
- 9 luglio - Charles Emil Ruthenberg, politico statunitense († 1927)
- 10 luglio - Henri Anspach, schermidore belga († 1979)
- 10 luglio - Riccardo Pick-Mangiagalli, pianista e compositore boemo († 1949)
- 10 luglio - Irvine Robertson, canottiere canadese († 1956)
- 10 luglio - Antonio Tirabassi, organista e musicologo italiano († 1947)
- 11 luglio - Robert F. McGowan, regista e produttore cinematografico statunitense († 1955)
- 11 luglio - Leonard Nelson, filosofo e matematico tedesco († 1927)
- 12 luglio - Juan Gualberto Guevara, cardinale e arcivescovo cattolico peruviano († 1954)
- 12 luglio - Traian Lalescu, matematico romeno († 1929)
- 12 luglio - Pánfilo Natera, generale e politico messicano († 1951)
- 12 luglio - Max Parker, scenografo statunitense († 1964)
- 12 luglio - Péter Tóth, schermidore ungherese († 1967)
- 12 luglio - Charles Voisin, pioniere dell'aviazione francese († 1912)
- 13 luglio - Catherine Pozzi, poetessa e saggista francese († 1934)
- 13 luglio - Yrjö Saarela, lottatore finlandese († 1951)
- 14 luglio - Teddy Billington, pistard statunitense († 1966)
- 14 luglio - Giuseppe Gronchi, scultore italiano († 1944)
- 14 luglio - Abraham Zevi Idelsohn, musicista e etnologo lettone († 1938)
- 14 luglio - E.F. Symmons, regista britannico († 1957)
- 16 luglio - Albert Breton, vescovo cattolico francese († 1954)
- 16 luglio - Edward Earle, attore canadese († 1972)
- 17 luglio - Rafael Gómez Ortega, torero spagnolo († 1960)
- 17 luglio - Oswald Holmberg, ginnasta e tiratore di fune svedese († 1969)
- 17 luglio - Francesco Augusto Masnata, poeta e commediografo italiano († 1974)
- 17 luglio - József Pokorny, calciatore ungherese († 1955)
- 17 luglio - James Somerville, militare britannico († 1949)
- 18 luglio - Manuel Gálvez, scrittore, poeta e storico argentino († 1962)
- 18 luglio - Camillo Mercalli, generale italiano († 1974)
- 18 luglio - Marcello Mimmi, cardinale e arcivescovo cattolico italiano († 1961)
- 19 luglio - Victor Lebrun, scrittore e attivista francese († 1979)
- 19 luglio - Giovanni Mingatti, dirigente sportivo italiano († 1975)
- 19 luglio - Emmanouil Tsouderos, politico greco († 1956)
- 19 luglio - James Vincent, attore e regista statunitense († 1957)
- 20 luglio - Olga Hahn-Neurath, matematica e filosofa austriaca († 1937)
- 20 luglio - Karl Swoboda, sollevatore austriaco († 1933)
- 21 luglio - Dario Barbosa, tiratore a segno brasiliano († 1965)
- 21 luglio - Alain de Boüard, archivista, paleografo e storico francese († 1955)
- 21 luglio - David Davidovič Burljuk, scrittore, pittore e giornalista russo († 1967)
- 21 luglio - Georg Jacoby, regista, sceneggiatore e produttore cinematografico tedesco († 1964)
- 21 luglio - Ruth Comfort Mitchell, scrittrice statunitense († 1954)
- 21 luglio - Zhang Zhijiang, generale cinese († 1966)
- 22 luglio - Edward Hopper, pittore e illustratore statunitense († 1967)
- 22 luglio - Carlo Siviero, pittore italiano († 1953)
- 23 luglio - Pier Enrico Astorri, scultore italiano († 1926)
- 23 luglio - Albert Eugene Gallatin, pittore statunitense († 1952)
- 23 luglio - Kâzım Karabekir, generale e politico turco († 1948)
- 23 luglio - Enrico Venier, pallanuotista e nuotatore italiano († 1934)
- 24 luglio - Gaston Hulin, politico francese († 1944)
- 24 luglio - Otto Noll, calciatore austriaco († 1922)
- 25 luglio - Nonce Louis Romanetti, criminale francese († 1926)
- 26 luglio - Gino-Gian Mandrone, pittore, restauratore e decoratore italiano († 1941)
- 26 luglio - Verner Weckman, lottatore finlandese († 1968)
- 27 luglio - Hélène Brion, attivista francese († 1962)
- 27 luglio - Lucie Chevalley, attivista francese († 1979)
- 27 luglio - Vito Carmelo Colamonico, geografo italiano († 1973)
- 27 luglio - Donald Crisp, attore, regista e sceneggiatore britannico († 1974)
- 27 luglio - Geoffrey de Havilland, aviatore e pioniere dell'aviazione britannico († 1965)
- 27 luglio - Giuseppe Maggiore, giurista e scrittore italiano († 1954)
- 28 luglio - Luigi Bianchi, stilista italiano († 1971)
- 29 luglio - Stewart Symes, militare britannico († 1962)
- 30 luglio - Auguste Champetier de Ribes, giurista e politico francese († 1947)
- 30 luglio - Holmes Herbert, attore inglese († 1956)
- 31 luglio - Itamar Ben Avi, giornalista, editore e esperantista israeliano († 1943)

## Agosto(88)
- 2 agosto - Pierce McCan, politico irlandese († 1919)
- 2 agosto - Otto Roehm, lottatore statunitense († 1958)
- 3 agosto - Alfonso Arena, ufficiale italiano († 1929)
- 3 agosto - Alojz Gradnik, poeta sloveno († 1967)
- 3 agosto - Vilém Mathesius, linguista ceco († 1945)
- 4 agosto - Frederick Moloney, ostacolista e velocista statunitense († 1941)
- 5 agosto - Vladimir Francevič Ėrn, filosofo russo († 1917)
- 5 agosto - Hugh S. Johnson, ufficiale statunitense († 1942)
- 5 agosto - Augustin Mansion, presbitero, filosofo e teologo belga († 1966)
- 5 agosto - Nicola da Gesturi, religioso italiano († 1958)
- 5 agosto - Vincent Luke Palmisano, politico statunitense († 1953)
- 5 agosto - Robert G. Vignola, attore e regista statunitense († 1953)
- 6 agosto - Ernst Eklund, attore, commediografo e regista cinematografico svedese († 1971)
- 6 agosto - Kurt Lilien, attore tedesco († 1943)
- 6 agosto - Władysław Starewicz, animatore e regista russo († 1965)
- 7 agosto - Felice Galazzi, ciclista su strada italiano († 1949)
- 7 agosto - Ernesto Paternò Castello di Carcaci, nobile e religioso italiano († 1971)
- 7 agosto - Arent Jan Wensinck, islamista olandese († 1939)
- 8 agosto - Salvatore Cafiero, attore teatrale, commediografo e comico italiano († 1965)
- 8 agosto - François Piétri, politico, storico e militare francese († 1966)
- 9 agosto - Manfredi Polverosi, tenore italiano († 1965)
- 10 agosto - Wouter Brouwer, schermidore olandese († 1961)
- 10 agosto - George E. Middleton, produttore cinematografico e regista statunitense († 1969)
- 10 agosto - Domenico Varagnolo, poeta e drammaturgo italiano († 1949)
- 10 agosto - George Varnell, ostacolista statunitense († 1967)
- 11 agosto - Alfred Cartier, calciatore e banchiere svizzero († 1959)
- 11 agosto - Emma Fabri, ceramista italiana († 1935)
- 11 agosto - Kimon Georgiev, generale e politico bulgaro († 1969)
- 11 agosto - Rodolfo Graziani, generale e politico italiano († 1955)
- 11 agosto - Norman Boyd Kinnear, zoologo britannico († 1957)
- 11 agosto - Walter Streule, dirigente sportivo e calciatore svizzero
- 11 agosto - Volin, anarchico, scrittore e poeta russo († 1945)
- 12 agosto - Franz Moßhammer, politico austriaco († 1964)
- 13 agosto - Mae Costello, attrice statunitense († 1929)
- 13 agosto - Rolf Lefdahl, ginnasta norvegese († 1965)
- 13 agosto - Beryl Mercer, attrice britannica († 1939)
- 13 agosto - Robert Schälzky, religioso austriaco († 1948)
- 14 agosto - Robert Curry, lottatore statunitense († 1944)
- 15 agosto - Harry Low, calciatore scozzese († 1920)
- 16 agosto - Ambrogio Annoni, architetto e teorico dell'architettura italiano († 1954)
- 16 agosto - Francesco Calì, allenatore di calcio, calciatore e arbitro di calcio italiano († 1949)
- 16 agosto - Christian Mortensen, supercentenario danese († 1998)
- 16 agosto - Désiré Mérchez, nuotatore e pallanuotista francese († 1968)
- 16 agosto - Giorgio Rabbeno, generale italiano († 1967)
- 17 agosto - Samuel Goldwyn, produttore cinematografico polacco († 1974)
- 17 agosto - Charles Judels, attore e doppiatore statunitense († 1969)
- 18 agosto - Herman Groman, velocista statunitense († 1954)
- 18 agosto - Marcel Samuel-Rousseau, compositore, organista e direttore d'orchestra francese († 1955)
- 18 agosto - Berthold Ullman, latinista, saggista e critico letterario statunitense († 1965)
- 19 agosto - George Bellows, pittore e illustratore statunitense († 1925)
- 19 agosto - Oscar Geier, bobbista svizzero († 1942)
- 19 agosto - Dario Resta, pilota automobilistico italiano († 1924)
- 19 agosto - Otto Steinwachs, vescovo vetero-cattolico tedesco († 1977)
- 20 agosto - Enrico Toti, patriota, marinaio e inventore italiano († 1916)
- 21 agosto - Georges Albert, calciatore francese († 1963)
- 21 agosto - Franz Kruckenberg, ingegnere tedesco († 1965)
- 22 agosto - Burton George, regista e sceneggiatore statunitense
- 22 agosto - Ernst Weiss, scrittore austriaco († 1940)
- 22 agosto - Raymonde de Laroche, aviatrice e attrice teatrale francese († 1919)
- 23 agosto - Carlo Ferrarese, calciatore italiano († 1962)
- 24 agosto - Alberto Pasquali, attore teatrale e attore italiano († 1929)
- 24 agosto - Willy Pogany, illustratore e scenografo ungherese († 1955)
- 24 agosto - Mario Righetti, abate italiano († 1975)
- 24 agosto - Maurilio Silvani, arcivescovo cattolico e diplomatico italiano († 1947)
- 24 agosto - Eva Speyer, attrice tedesca († 1975)
- 24 agosto - Jaroslav Tuček, schermidore boemo
- 25 agosto - Seán T. O'Kelly, politico irlandese († 1966)
- 26 agosto - Hermann Abeking, illustratore tedesco († 1939)
- 26 agosto - James Franck, fisico tedesco († 1964)
- 26 agosto - Carlo Galetti, ciclista su strada e pistard italiano († 1949)
- 26 agosto - Achille Lizzi, compositore, direttore d'orchestra e militare italiano († 1975)
- 27 agosto - Ricardo de Baños, regista, fotografo e produttore cinematografico spagnolo († 1939)
- 27 agosto - Francisco Civitate, artista e fotografo italiano († 1987)
- 27 agosto - Jan Hambourg, violinista russo († 1947)
- 27 agosto - Hubert Marischka, tenore, regista e sceneggiatore austriaco († 1959)
- 27 agosto - Enrico Pasteur, calciatore, allenatore di calcio e pallanuotista italiano († 1958)
- 28 agosto - Gino Gibelli, calciatore italiano († 1951)
- 28 agosto - Práxedis Guerrero, pubblicista, rivoluzionario e anarchico messicano († 1910)
- 28 agosto - Agostino Salvietti, attore italiano († 1967)
- 29 agosto - Giuseppe De Gol, militare italiano († 1915)
- 29 agosto - Otto Meyer, imprenditore tedesco († 1969)
- 29 agosto - Kintomo Mushanokōji, diplomatico e politico giapponese († 1962)
- 29 agosto - André Renaux, calciatore francese († 1924)
- 31 agosto - Luigi Bailo, militare e aviatore italiano († 1916)
- 31 agosto - René Fauchois, scrittore, drammaturgo e attore teatrale francese († 1962)
- 31 agosto - Franz Hofer, regista, sceneggiatore e produttore cinematografico tedesco († 1945)
- 31 agosto - Raymond Janin, bizantinista francese († 1972)
- 31 agosto - Harry Porter, altista statunitense († 1965)

## Settembre(93)
- 1º settembre - Erich Becher, docente, filosofo e psicologo tedesco († 1929)
- 1º settembre - Georgina Jones, tennista statunitense († 1955)
- 1º settembre - Luigi Vaghi, fotografo italiano († 1967)
- 2 settembre - J Harlen Bretz, geologo statunitense († 1981)
- 2 settembre - Lamberto Landi, compositore italiano († 1950)
- 3 settembre - Johnny Douglas, pugile e crickettista britannico († 1930)
- 3 settembre - S.A. Lynch, imprenditore statunitense († 1969)
- 4 settembre - Leonhard Frank, scrittore tedesco († 1961)
- 4 settembre - Harold Knerr, fumettista statunitense († 1949)
- 4 settembre - Alberto Lais, ammiraglio italiano († 1951)
- 4 settembre - Julius Thomson, canottiere canadese († 1940)
- 4 settembre - Aleksandr Emel'janovič Volinin, ballerino russo († 1955)
- 5 settembre - Goffredo Bellonci, giornalista, critico letterario e italianista italiano († 1964)
- 5 settembre - Paul Masson-Oursel, orientalista e psicologo francese († 1956)
- 5 settembre - Harry Myers, attore, regista e sceneggiatore statunitense († 1938)
- 6 settembre - Sante Ancherani, calciatore, allenatore di calcio e dirigente sportivo italiano († 1971)
- 6 settembre - Paul Fischer, calciatore tedesco
- 6 settembre - Giovanni Goccione, calciatore italiano († 1952)
- 7 settembre - August Thienemann, limnologo tedesco († 1960)
- 8 settembre - Sada Cowan, sceneggiatrice statunitense († 1943)
- 9 settembre - Carl Gregory, direttore della fotografia, regista cinematografico e sceneggiatore statunitense († 1951)
- 9 settembre - Victor Hammer, pittore, incisore e tipografo austriaco († 1967)
- 9 settembre - Henry Lascelles, VI conte di Harewood, nobile e ufficiale britannico († 1947)
- 10 settembre - Károly Huszár, politico ungherese († 1941)
- 11 settembre - Robert Clark, biologo e esploratore scozzese († 1950)
- 11 settembre - Guido Giacometti, politico italiano († 1968)
- 11 settembre - Anders Vilhelm Lundstedt, filosofo svedese († 1955)
- 11 settembre - Nino Savarese, scrittore italiano († 1945)
- 12 settembre - Ion Agârbiceanu, scrittore rumeno († 1963)
- 12 settembre - Sven Forssman, ginnasta svedese († 1919)
- 12 settembre - Albert Scothern, calciatore inglese († 1970)
- 13 settembre - Carl Jensen, lottatore danese († 1942)
- 13 settembre - József Ónody, nuotatore ungherese († 1957)
- 13 settembre - Giovanni Pastrone, regista, sceneggiatore e attore italiano († 1959)
- 14 settembre - Aldo Ascoli, ammiraglio italiano († 1959)
- 14 settembre - Claire Croiza, mezzosoprano francese († 1946)
- 14 settembre - William S. Darling, scenografo ungherese († 1964)
- 14 settembre - Dick Duckworth, calciatore inglese († 1965)
- 14 settembre - Michael Siegel, avvocato tedesco († 1979)
- 15 settembre - Félix Ayat, schermidore francese († 1972)
- 15 settembre - Luigi Brasca, cartografo italiano († 1929)
- 15 settembre - Hans Zint, giurista e politico tedesco († 1945)
- 16 settembre - Felix Basch, attore, regista e sceneggiatore austriaco († 1944)
- 16 settembre - Gyula Bádonyi, calciatore ungherese († 1944)
- 16 settembre - Vittorio Giovanelli, generale italiano († 1966)
- 16 settembre - Robert Hichens, marittimo britannico († 1940)
- 16 settembre - Antonio Illersberg, compositore, direttore di coro e violinista italiano († 1953)
- 16 settembre - Aleksandr Pavlovič Kutepov, militare e politico russo († 1930)
- 16 settembre - Ricardo Rojas, scrittore, drammaturgo e storico argentino († 1957)
- 17 settembre - Piero Belli, giornalista e scrittore italiano († 1957)
- 18 settembre - Bob Fowler, maratoneta statunitense († 1957)
- 18 settembre - Ulrica Nisch, religiosa tedesca († 1913)
- 19 settembre - Alfred Keller, generale tedesco († 1974)
- 19 settembre - Domingos Leite Pereira, politico portoghese († 1956)
- 19 settembre - Margaret Stonborough-Wittgenstein, mecenate austriaca († 1958)
- 19 settembre - Robert Storm Petersen, attore e regista danese († 1949)
- 20 settembre - Ossip Bernstein, scacchista ucraino († 1962)
- 20 settembre - Luis Pardo, militare, diplomatico e esploratore cileno († 1935)
- 20 settembre - Jenő Rátz, generale ungherese († 1952)
- 21 settembre - William C. Dowlan, attore e regista statunitense († 1947)
- 21 settembre - Mar Ivanios, arcivescovo cattolico indiano († 1953)
- 21 settembre - Matteo Nieves, presbitero messicano († 1928)
- 21 settembre - Friedrich Ranke, filologo tedesco († 1950)
- 22 settembre - Wilhelm Keitel, generale e criminale di guerra tedesco († 1946)
- 22 settembre - Tsunehisa Takeda, principe e militare giapponese († 1919)
- 23 settembre - Jacques Cariou, cavaliere francese († 1951)
- 23 settembre - Ali Fuat Cebesoy, generale e politico turco († 1968)
- 23 settembre - Alfred Harrison Joy, astronomo statunitense († 1973)
- 24 settembre - Amedeo Bianchi, pittore italiano († 1949)
- 24 settembre - Max Décugis, tennista francese († 1978)
- 24 settembre - Georges Paulmier, ciclista su strada francese († 1965)
- 24 settembre - Karl Rapp, imprenditore e ingegnere tedesco († 1962)
- 25 settembre - Georg Schurhammer, missionario tedesco († 1971)
- 25 settembre - Charles Simon, dirigente sportivo francese († 1915)
- 26 settembre - Giuseppe Abozzi, avvocato e politico italiano († 1962)
- 26 settembre - Stefano Reggio D'Aci, avvocato e politico italiano († 1961)
- 26 settembre - Eduard von der Heydt, banchiere, collezionista d'arte e mecenate tedesco († 1964)
- 27 settembre - Dorothy Greenhough-Smith, pattinatrice artistica su ghiaccio britannica († 1965)
- 27 settembre - Arthur E. Powell, scrittore statunitense († 1969)
- 28 settembre - Rudolf Meinert, produttore cinematografico, sceneggiatore e regista austriaco († 1943)
- 28 settembre - Antonino Callari, avvocato e politico italiano († 1940)
- 28 settembre - Luigi Castiglioni, latinista e filologo classico italiano († 1965)
- 28 settembre - Eugenio Lazzareschi, archivista, scrittore e biografo italiano († 1949)
- 28 settembre - Vasile Pârvan, storico, archeologo e epigrafista romeno († 1927)
- 28 settembre - Luigi Russo, prefetto, politico e generale italiano († 1964)
- 29 settembre - Alessandra di Hannover, nobile († 1963)
- 29 settembre - Georg Kinsky, musicologo tedesco († 1951)
- 29 settembre - Marcel Lequatre, ciclista su strada e pistard svizzero († 1960)
- 29 settembre - André Pottier, ciclista su strada francese († 1976)
- 29 settembre - Franz Scheu, calciatore austriaco († 1954)
- 30 settembre - George Bancroft, attore statunitense († 1956)
- 30 settembre - Hans Wilhelm Geiger, fisico tedesco († 1945)
- 30 settembre - Charles Lawrance, ingegnere e imprenditore statunitense († 1950)

## Ottobre(93)
- 1º ottobre - Achille Bertini Calosso, storico dell'arte italiano († 1955)
- 1º ottobre - Luigi Rocco, politico italiano († 1974)
- 2 ottobre - Emilio Bancale, generale italiano († 1951)
- 2 ottobre - Claudio Augusto Cavalcabò Fratta, nobile, giornalista e dirigente d'azienda italiano († 1971)
- 2 ottobre - Nicola Coco, magistrato e giurista italiano († 1948)
- 2 ottobre - Pietro Rondoni, patologo e oncologo italiano († 1956)
- 2 ottobre - Boris Michajlovič Šapošnikov, generale e politico sovietico († 1945)
- 2 ottobre - Ethel Grey Terry, attrice statunitense († 1931)
- 3 ottobre - Frank Buckley, calciatore e allenatore di calcio inglese († 1964)
- 3 ottobre - Auguste Chabaud, pittore e scultore francese († 1955)
- 3 ottobre - George Nevinson, pallanuotista britannico († 1963)
- 4 ottobre - Douglas Carruthers, esploratore e naturalista britannico († 1962)
- 4 ottobre - Alfonso Del Drago Biscia Gentili, principe italiano († 1968)
- 4 ottobre - Oskar Nørland, calciatore danese († 1941)
- 5 ottobre - Giorgio Abetti, astronomo e fisico italiano († 1982)
- 5 ottobre - Herbert Blaché, regista, produttore cinematografico e sceneggiatore britannico († 1953)
- 5 ottobre - Robert Goddard, scienziato, ingegnere e docente statunitense († 1945)
- 5 ottobre - Gustavo Serena, attore e regista italiano († 1970)
- 5 ottobre - Giacinto Vicinanza, militare italiano († 1916)
- 6 ottobre - Andrej Lavrent'ev, attore sovietico († 1935)
- 6 ottobre - Dolindo Ruotolo, presbitero italiano († 1970)
- 6 ottobre - Kiyotake Shigeno, aviatore giapponese († 1924)
- 6 ottobre - Karol Szymanowski, compositore e pianista polacco († 1937)
- 7 ottobre - Fritz Pringsheim, giurista tedesco († 1967)
- 8 ottobre - Liborio Salomi, geologo, paleontologo e naturalista italiano († 1952)
- 8 ottobre - Karl Stürmer, allenatore di calcio e calciatore austriaco († 1943)
- 9 ottobre - Ugo Pellis, letterato e fotografo italiano († 1943)
- 10 ottobre - Carlo Battisti, glottologo, linguista e bibliotecario italiano († 1977)
- 10 ottobre - Behice Hanım, ottomana († 1969)
- 10 ottobre - Arthur Bridgett, calciatore e allenatore di calcio inglese († 1954)
- 10 ottobre - Natalija Konstantinović, principessa montenegrina († 1950)
- 11 ottobre - John Francis D'Alton, cardinale e arcivescovo cattolico irlandese († 1963)
- 12 ottobre - Emile Girardeau, scienziato francese († 1970)
- 12 ottobre - Pete Hill, giocatore di baseball statunitense († 1951)
- 12 ottobre - Harry Liedtke, attore tedesco († 1945)
- 12 ottobre - Julius Wagner, tiratore di fune e ginnasta tedesco († 1952)
- 12 ottobre - Hermann Wolfgang von Waltershausen, compositore, direttore d'orchestra e musicologo tedesco († 1954)
- 13 ottobre - Ruggero Lupi, attore italiano († 1933)
- 13 ottobre - Ethel Warwick, attrice e modella britannica († 1951)
- 14 ottobre - Pranciškus Budrys, presbitero lituano († 1937)
- 14 ottobre - Enrique Ruiz Guiñazú, diplomatico e politico argentino († 1967)
- 14 ottobre - Éamon de Valera, politico e patriota irlandese († 1975)
- 15 ottobre - Carlo Ernesto Accetti, scrittore e critico d'arte italiano († 1961)
- 15 ottobre - Vendelín Javorka, presbitero slovacco († 1966)
- 15 ottobre - Jack Nelson, attore, regista e sceneggiatore statunitense († 1948)
- 15 ottobre - Heinrich zu Dohna-Tolksdorf, generale tedesco († 1944)
- 16 ottobre - Jimmy Hogan, calciatore e allenatore di calcio inglese († 1974)
- 17 ottobre - Giulio Gavotti, ingegnere e aviatore italiano († 1939)
- 18 ottobre - Hans-Bodo von Alvensleben-Neugattersleben, politico tedesco († 1961)
- 18 ottobre - Lucien Petit-Breton, ciclista su strada e pistard francese († 1917)
- 18 ottobre - Ulrich Rück, chimico tedesco († 1962)
- 19 ottobre - Umberto Boccioni, pittore, scultore e scrittore italiano († 1916)
- 19 ottobre - Sam Flint, attore statunitense († 1980)
- 19 ottobre - Giancarlo Vallauri, ingegnere, ammiraglio e docente italiano († 1957)
- 20 ottobre - Bela Lugosi, attore ungherese († 1956)
- 20 ottobre - Margaret Dumont, attrice statunitense († 1965)
- 20 ottobre - Erich Lüdke, generale tedesco († 1946)
- 20 ottobre - Jimmy Windridge, calciatore inglese († 1939)
- 21 ottobre - Maximiliano Hernández Martínez, generale e politico salvadoregno († 1966)
- 21 ottobre - Harry Vandiver, matematico statunitense († 1973)
- 22 ottobre - Edmund Dulac, disegnatore e illustratore francese († 1953)
- 22 ottobre - René Fenouillière, calciatore francese († 1916)
- 22 ottobre - Géza Kiss, nuotatore ungherese († 1952)
- 22 ottobre - Frederick Albert Mitchell-Hedges, avventuriero e scrittore inglese († 1959)
- 22 ottobre - Newell Convers Wyeth, illustratore e pittore statunitense († 1945)
- 24 ottobre - Ödön Bodor, velocista, mezzofondista e calciatore ungherese († 1927)
- 24 ottobre - Hüsejn Cavid, poeta azero († 1941)
- 24 ottobre - Francesco De Nicola, pittore e scultore italiano († 1961)
- 24 ottobre - Paul Günther, tuffatore tedesco († 1959)
- 24 ottobre - Emmerich Kálmán, compositore ungherese († 1953)
- 24 ottobre - Sybil Thorndike, attrice britannica († 1976)
- 24 ottobre - Kanae Yamamoto, pittore e incisore giapponese († 1946)
- 25 ottobre - Florence Easton, soprano britannico († 1955)
- 25 ottobre - André-Damien-Ferdinand Jullien, cardinale e arcivescovo cattolico francese († 1964)
- 25 ottobre - Hans Müller-Einigen, scrittore, commediografo e librettista austriaco († 1950)
- 26 ottobre - Ernst Kühnel, storico dell'arte tedesco († 1964)
- 26 ottobre - Ettore Sportiello, ammiraglio italiano († 1948)
- 26 ottobre - Percy Standing, attore inglese († 1950)
- 27 ottobre - Charles Du Bos, scrittore e critico letterario francese († 1939)
- 27 ottobre - Fatima Miris, attrice, cantante e trasformista italiana († 1954)
- 28 ottobre - Giuseppe Cominetti, pittore italiano († 1930)
- 28 ottobre - Dušan Simović, generale e politico serbo († 1962)
- 29 ottobre - Narciso de Esténaga y Echevarría, vescovo cattolico spagnolo († 1936)
- 29 ottobre - Francesco Di Vittorio, religioso italiano († 1920)
- 29 ottobre - Jenő Fuchs, schermidore ungherese († 1955)
- 29 ottobre - Jean Giraudoux, scrittore e commediografo francese († 1944)
- 29 ottobre - Emilio Grandinetti, sindacalista, attivista e giornalista italiano († 1964)
- 30 ottobre - Mychajlo L'vovyč Bojčuk, pittore ucraino († 1937)
- 30 ottobre - Oldřich Duras, scacchista e compositore di scacchi cecoslovacco († 1957)
- 30 ottobre - William Halsey, ammiraglio statunitense († 1959)
- 30 ottobre - Günther von Kluge, generale tedesco († 1944)
- 31 ottobre - Albert Bogen, schermidore austriaco († 1961)
- 31 ottobre - Leonetta Cecchi Pieraccini, pittrice e scrittrice italiana († 1977)

## Novembre(98)
- 1º novembre - Dora, austriaca († 1945)
- 1º novembre - Ferdinando Forlati, ingegnere e architetto italiano († 1975)
- 1º novembre - Hilary Jenkinson, archivista britannico († 1961)
- 1º novembre - Giuseppe Pauri, pittore italiano († 1949)
- 1º novembre - Edward Van Sloan, attore statunitense († 1964)
- 1º novembre - Lorenzo Viani, pittore, incisore e scrittore italiano († 1936)
- 2 novembre - Amleto Cataldi, scultore italiano († 1930)
- 2 novembre - Edmond Derrien, ammiraglio francese († 1946)
- 2 novembre - Oscar Engelstad, ginnasta norvegese († 1972)
- 2 novembre - Leo Perutz, scrittore e drammaturgo austriaco († 1957)
- 3 novembre - Carlo Buttafochi, avvocato e politico italiano († 1962)
- 3 novembre - Angelo Fraccacreta, economista italiano († 1951)
- 3 novembre - Clarence Kingsbury, pistard britannico († 1949)
- 3 novembre - Rina Melli, giornalista e sindacalista italiana († 1958)
- 3 novembre - Jakub Kolas, scrittore e poeta bielorusso († 1956)
- 3 novembre - John Taylor, velocista statunitense († 1908)
- 4 novembre - Adolfo Callegari, pittore, storico dell'arte e archeologo italiano († 1948)
- 4 novembre - Bob Douglas, cestista, allenatore di pallacanestro e dirigente sportivo statunitense († 1979)
- 4 novembre - Alberto Giovannini, politico e economista italiano († 1969)
- 5 novembre - Johann Friedländer, generale austriaco († 1945)
- 6 novembre - Feng Yuxiang, generale e politico cinese († 1948)
- 6 novembre - Thomas H. Ince, regista cinematografico, produttore cinematografico e sceneggiatore statunitense († 1924)
- 6 novembre - Francesco Fulgenzio Lazzati, vescovo cattolico italiano († 1932)
- 7 novembre - Allan Murnane, attore statunitense († 1950)
- 8 novembre - Ethel Clayton, attrice statunitense († 1966)
- 8 novembre - Hermann Kratz, calciatore svizzero († 1959)
- 9 novembre - Stephen Gaselee, diplomatico, scrittore e bibliotecario britannico († 1943)
- 9 novembre - Takenoshin Nakai, botanico giapponese († 1952)
- 10 novembre - Max Mell, poeta e drammaturgo austriaco († 1971)
- 10 novembre - Gian Cesare Pico, pedagogista italiano († 1972)
- 10 novembre - Leo White, attore britannico († 1948)
- 11 novembre - Andrea Ferrara, magistrato e giurista italiano († 1954)
- 11 novembre - Gustavo VI Adolfo di Svezia, re svedese († 1973)
- 11 novembre - Grace James, scrittrice inglese († 1965)
- 11 novembre - Banner Johnstone, canottiere britannico († 1964)
- 11 novembre - Raoul Nordling, diplomatico svedese († 1962)
- 11 novembre - Romolo Vaselli, imprenditore italiano († 1969)
- 12 novembre - Marcel Berré, schermidore belga († 1957)
- 12 novembre - Giuseppe Antonio Borgese, germanista, giornalista e critico letterario italiano († 1952)
- 12 novembre - Maria Teresa di Borbone-Spagna, nobile spagnola († 1912)
- 13 novembre - Francis Alonzo Bartlett, botanico statunitense († 1963)
- 13 novembre - Joseph-Léon Cardijn, cardinale e arcivescovo cattolico belga († 1967)
- 14 novembre - Robert Lee Moore, matematico statunitense († 1974)
- 14 novembre - Roy F. Overbaugh, direttore della fotografia statunitense († 1966)
- 15 novembre - Felix Frankfurter, giurista statunitense († 1965)
- 15 novembre - Maurice Germot, tennista francese († 1958)
- 15 novembre - Kurt Warnekros, sessuologo e ginecologo tedesco († 1949)
- 16 novembre - Giotto Maraghini, ammiraglio italiano († 1946)
- 16 novembre - Rosa Chiarina Scolari, religiosa italiana († 1949)
- 16 novembre - Giovanni Vitrotti, direttore della fotografia e regista cinematografico italiano († 1966)
- 17 novembre - Rinaldo Bianchetti, scacchista e compositore di scacchi italiano († 1963)
- 17 novembre - Giovanni Conti, politico italiano († 1957)
- 17 novembre - Germaine Dulac, regista e giornalista francese († 1942)
- 18 novembre - Gino Girolamo Fanno, ingegnere meccanico italiano († 1962)
- 18 novembre - Emmett C. Hall, sceneggiatore statunitense († 1956)
- 18 novembre - Wyndham Lewis, pittore e scrittore britannico († 1957)
- 18 novembre - Jacques Maritain, filosofo francese († 1973)
- 18 novembre - Ugo Palmerini, drammaturgo italiano († 1959)
- 19 novembre - Abol-Ghasem Mostafavi Kashani, politico iraniano († 1962)
- 19 novembre - Margaret Mayo, commediografa, attrice e sceneggiatrice statunitense († 1951)
- 19 novembre - Aurel Vlaicu, aviatore rumeno († 1913)
- 20 novembre - Giuseppe Barattolo, produttore cinematografico italiano († 1949)
- 20 novembre - Grete Diercks, attrice tedesca († 1957)
- 20 novembre - Ernestas Galvanauskas, politico lituano († 1967)
- 20 novembre - Silvio Scionti, pianista italiano († 1973)
- 20 novembre - Izz al-Din al-Qassam, generale, politico e patriota palestinese († 1935)
- 21 novembre - Frederick Gamage, compositore di scacchi statunitense († 1956)
- 21 novembre - Edward Stanlaw Jordan, imprenditore statunitense († 1958)
- 21 novembre - Harold Lowe, marinaio britannico († 1944)
- 22 novembre - Luigi Casale, chimico italiano († 1927)
- 22 novembre - Steve Clemente, attore statunitense († 1950)
- 23 novembre - Fernand Augereau, ciclista su strada francese († 1958)
- 23 novembre - Edward John Galvin, missionario e vescovo cattolico irlandese († 1956)
- 23 novembre - Henry Morshead, esploratore e alpinista britannico († 1931)
- 23 novembre - Mario Nicola, calciatore, mezzofondista e giornalista italiano († 1936)
- 23 novembre - Eusebio Petetti, architetto italiano († 1957)
- 23 novembre - John Rabe, imprenditore tedesco († 1950)
- 24 novembre - Rafael Cansinos Assens, scrittore, poeta e critico letterario spagnolo († 1964)
- 24 novembre - Lizette Thorne, attrice britannica († 1970)
- 25 novembre - Wilhelm Nusselt, ingegnere tedesco († 1957)
- 25 novembre - Mario Robotti, generale italiano († 1955)
- 26 novembre - Marcelle Ackein, pittrice francese († 1952)
- 26 novembre - Ikuma Arishima, pittore giapponese († 1974)
- 26 novembre - Franz Junger, scrittore e editore italiano († 1934)
- 26 novembre - Kai Nielsen, scultore danese († 1924)
- 26 novembre - Achille Pellizzari, politico, partigiano e italianista italiano († 1948)
- 26 novembre - Antoni Rovira i Virgili, giornalista e politico spagnolo († 1949)
- 26 novembre - Giovanni Scolari, fumettista e illustratore italiano († 1956)
- 27 novembre - Elly Ney, pianista tedesca († 1968)
- 27 novembre - Nikolaj Nikolaevič Suchanov, rivoluzionario, economista e giornalista russo († 1940)
- 28 novembre - Carlo Chiaves, poeta e giornalista italiano († 1919)
- 28 novembre - Louis Gernet, filologo, giurista e storico francese († 1962)
- 28 novembre - Domenico Riccardo Peretti Griva, fotografo, magistrato e antifascista italiano († 1962)
- 28 novembre - Pietro Tesauri, arcivescovo cattolico italiano († 1945)
- 29 novembre - Henri Fabre, aviatore e ingegnere aeronautico francese († 1984)
- 30 novembre - Luciano Albertini, attore, regista e produttore cinematografico italiano († 1945)
- 30 novembre - Édouard Mény de Marangue, tennista francese († 1960)
- 30 novembre - Frithjof Olsen, ginnasta norvegese († 1922)

## Dicembre(69)
- 1º dicembre - Armida Barelli, educatrice italiana († 1952)
- 3 dicembre - Reinhard Demoll, zoologo tedesco († 1960)
- 3 dicembre - Giovanni Rossignoli, ciclista su strada italiano († 1954)
- 5 dicembre - Giulio Canella, filosofo e militare italiano († 1916)
- 5 dicembre - William Greggan, tiratore di fune britannico († 1976)
- 5 dicembre - Padma Shamsher Jang Bahadur Rana, politico nepalese († 1961)
- 6 dicembre - Francesco Antolisei, giurista italiano († 1967)
- 7 dicembre - Amato Festi, imprenditore e politico italiano († 1975)
- 7 dicembre - Jacques Sevin, gesuita francese († 1951)
- 8 dicembre - León Cortés Castro, politico costaricano († 1946)
- 8 dicembre - Manuel Ponce, compositore messicano († 1948)
- 9 dicembre - Elmer Booth, attore statunitense († 1915)
- 9 dicembre - Francesco Cerabona, avvocato e politico italiano († 1963)
- 9 dicembre - Paku Alam VII, sovrano indonesiano († 1937)
- 9 dicembre - Joaquín Turina, compositore spagnolo († 1949)
- 10 dicembre - Edmund Minahan, velocista statunitense († 1958)
- 10 dicembre - Otto Neurath, sociologo, economista e filosofo austriaco († 1945)
- 10 dicembre - Shigenori Tōgō, politico giapponese († 1950)
- 10 dicembre - Louis Wilkins, astista statunitense († 1950)
- 11 dicembre - Max Born, fisico tedesco († 1970)
- 11 dicembre - Fiorello La Guardia, politico statunitense († 1947)
- 11 dicembre - Henry Woodward, attore statunitense († 1953)
- 12 dicembre - Erminio Dones, canottiere e alpinista italiano († 1945)
- 12 dicembre - Will Machin, attore inglese († 1928)
- 12 dicembre - Giorgio Maritano, monaco cristiano italiano († 1944)
- 12 dicembre - Akiba Rubinstein, scacchista polacco († 1961)
- 13 dicembre - Albert Austin, attore, sceneggiatore e regista britannico († 1953)
- 13 dicembre - Tsianina Redfeather Blackstone, mezzosoprano, compositrice e artista statunitense († 1985)
- 15 dicembre - Jean Durand, regista e sceneggiatore francese († 1946)
- 15 dicembre - Henri Maspero, sinologo francese († 1945)
- 15 dicembre - Ferdinando Targetti, politico italiano († 1968)
- 16 dicembre - Domenico Baccarini, pittore, incisore e scultore italiano († 1907)
- 16 dicembre - Walther Meissner, fisico tedesco († 1974)
- 16 dicembre - Zoltán Kodály, compositore, linguista e filosofo ungherese († 1967)
- 17 dicembre - Edward Russell Ayrton, egittologo e archeologo inglese († 1914)
- 17 dicembre - Axel Sjöblom, ginnasta svedese († 1951)
- 18 dicembre - Cai E, generale, politico e rivoluzionario cinese († 1916)
- 18 dicembre - Paulin Lemaire, ginnasta francese († 1932)
- 19 dicembre - Walter Braunfels, compositore e pianista tedesco († 1954)
- 19 dicembre - Henri Cournollet, giocatore di curling francese († 1971)
- 19 dicembre - Ralph De Palma, pilota automobilistico italiano († 1956)
- 19 dicembre - Bronisław Huberman, violinista polacco († 1947)
- 20 dicembre - Paolo Bonecchi, attore italiano († 1949)
- 20 dicembre - Max Sailer, pilota automobilistico e ingegnere tedesco († 1964)
- 21 dicembre - Alberto Barbieri, generale italiano
- 21 dicembre - Emanuele Caronti, monaco cristiano italiano († 1966)
- 21 dicembre - Enrico Molinari, baritono italiano († 1956)
- 22 dicembre - Aline Bernstein, scenografa, costumista e scrittrice statunitense († 1955)
- 22 dicembre - Bertha Belmore, attrice inglese († 1953)
- 22 dicembre - Luciano Di Castri, prefetto e politico italiano († 1965)
- 22 dicembre - Alfonso Dolce, commediografo italiano († 1959)
- 22 dicembre - Hisao Tani, generale giapponese († 1947)
- 22 dicembre - Hiram Tuttle, cavaliere statunitense († 1956)
- 22 dicembre - Einar Zangenberg, attore, regista e sceneggiatore danese († 1918)
- 23 dicembre - Ekaterina Abrikosova, religiosa russa († 1936)
- 23 dicembre - Juan Pistarini, politico e generale argentino († 1956)
- 24 dicembre - Giovanni Calò, pedagogista e politico italiano († 1970)
- 24 dicembre - Filiberto Farci, scrittore, saggista e politico italiano († 1965)
- 25 dicembre - Gordon Balfour, canottiere canadese († 1949)
- 25 dicembre - Francesco Imberti, arcivescovo cattolico italiano († 1967)
- 26 dicembre - Louis Heusghem, ciclista su strada e pistard belga († 1939)
- 27 dicembre - Mina Loy, poetessa, artista e designer britannica († 1966)
- 27 dicembre - Alexander Rueb, scacchista e diplomatico olandese († 1959)
- 28 dicembre - William P.S. Earle, regista statunitense († 1972)
- 28 dicembre - Arthur Eddington, astrofisico inglese († 1944)
- 28 dicembre - Lili Elbe, pittore danese († 1931)
- 28 dicembre - Francesco Selvaggi, politico italiano († 1956)
- 30 dicembre - Ángel Roffo, medico argentino († 1947)
- 31 dicembre - Leonardo Severi, funzionario e politico italiano († 1958)

## Senza giorno specificato(67)
- Abd el-Krim, condottiero e rivoluzionario berbero († 1963)
- Émile Anthoine, marciatore francese († 1969)
- Camillo Autore, architetto e ingegnere italiano († 1936)
- Arthur Bell, calciatore inglese († 1923)
- Emilio Bione, baritono italiano († 1957)
- Alfonso Borghesani, scultore e medaglista italiano († 1964)
- Frank Browning, marinaio e esploratore britannico († 1957)
- Emil Brunner, teologo svizzero († 1966)
- Anita Di Landa, attrice teatrale e cantante italiana († 1920)
- Celestino Celestini, pittore e incisore italiano († 1961)
- Giuseppe Cerrina, pittore italiano († 1959)
- Alighiero Ciattini, scrittore, tipografo e politico italiano († 1964)
- Georges Crozier, calciatore francese († 1944)
- William Daffern, calciatore inglese († 1953)
- Will S. Davis, regista, sceneggiatore e attore statunitense († 1920)
- Fortunato De Angelis, tenore italiano
- Nicolas De Corsi, pittore italiano († 1956)
- Edgena De Lespine, attrice statunitense († 1920)
- Tom Dennis, giocatore di snooker inglese († 1940)
- Teddy Duckworth, calciatore e allenatore di calcio inglese
- Gilbert Emery, attore australiano († 1934)
- Fayṣal al-Duwaysh, generale saudita († 1931)
- Umberto Fioravanti, scultore italiano († 1918)
- Martin Flack, medico e fisiologo inglese († 1932)
- Paul Friedländer, grecista e filologo classico tedesco († 1968)
- Mohamed Gaber, calciatore egiziano
- Harry Garson, regista e produttore cinematografico statunitense († 1938)
- Rodrig Goliescu, inventore e militare romeno († 1942)
- Paolo Graziani, ingegnere e dirigente sportivo italiano († 1960)
- Charles Griffiths, allenatore di calcio e calciatore inglese († 1936)
- Orlando Grosso, pittore e storico dell'arte italiano († 1968)
- René Guyot, tiratore a volo francese
- Herman Hauser, liutaio tedesco († 1952)
- Marcel Henneberg, calciatore svizzero († 1954)
- Herbert Eugene Ives, fisico statunitense († 1953)
- Joseph Kaufman, attore e regista statunitense († 1918)
- Fëdor Komissarževskij, regista teatrale russo († 1946)
- Vincas Krėvė-Mickevičius, scrittore lituano († 1954)
- Samuel LaVoice, pistard statunitense († 1905)
- Alfred Leete, illustratore e grafico britannico († 1933)
- William Lister, pallanuotista britannico († 1900)
- Gaston Mervale, regista e attore australiano († 1934)
- Ernesto Montalban, politico e nobile italiano († 1937)
- George Mulock, militare, cartografo e esploratore britannico († 1963)
- Aurelia Navarro Moreno, pittrice spagnola († 1968)
- Hilda Margaret Northcroft, medico neozelandese († 1951)
- Paolo Nulli, politico italiano († 1950)
- Metodio Ottolini, pittore italiano († 1958)
- Enrico Pancera, scultore italiano († 1971)
- Ali Maher Pascià, politico egiziano († 1960)
- Valentino Pascoli, politico e avvocato italiano († 1976)
- Harry Pennell, militare e esploratore britannico († 1916)
- Sepa Petta, presbitero italiano († 1959)
- Ottavio Posta, presbitero italiano († 1963)
- Peter Pulm, pittore tedesco († 1960)
- Gisela M. A. Richter, archeologa e storica dell'arte britannica († 1972)
- Pietro Sella, paleografo, archivista e storico italiano († 1971)
- Evgenij Fëdorovič Skvorcov, astronomo russo († 1952)
- Tarquinia Tarquini, soprano italiano († 1976)
- Alexander Toluboff, scenografo russo († 1940)
- Francesco Traina Gucciardi, magistrato italiano († 1945)
- Ludwig Valenta, pittore austriaco († 1943)
- Anthony Wynne, medico e scrittore inglese († 1963)
- Yusuf ben al-Hasan, sultano marocchino († 1927)
- Domenico Genoese Zerbi, ingegnere italiano († 1942)
- Guido Zucchini, ingegnere e storico dell'arte italiano († 1957)
- Muhammad bin Abd al-Rahman Al Sa'ud, principe e politico saudita († 1943)